# Доисторическая Мальта
Доисторический период мальтийской истории охватывает события на островах Мальта и Гозо со времён первых человеческих поселений и вплоть до прибытия на острова финикийцев в VIII веке до н. э., когда начинается письменная история Мальты.

## Хронология
Несмотря на то, что культурное развитие Мальты в доримский период во многом синхронно развитию доисторической Сицилии, следов пребывания человека в эпоху палеолита и мезолита на острове не отмечено; это выглядит тем более удивительным, что остров был соединён перешейком с Сицилией до конца последнего оледенения. 
Остаётся дискуссионным вопрос о связи мальтийских культур с доисторической Северной Африкой.

### Палеолит и мезолит
Образцы предположительно палеолитического искусства обнаружены в 1987 году в пещере Гхар-Далам, однако их датировка является спорной. В пользу такой датировки говорит то, что на рисунках изображены вымершие позднее животные; против — то, что помимо указанных рисунков, в пещере отсутствуют антропогенные находки эпохи палеолита и мезолита.
Анализируя древние почвы, исследователи обнаружили, что первые жители прибыли на остров Мальта примерно в 5900 году до нашей эры из разных частей Средиземноморья, как из Европы, так и из Африки.

### Дохрамовый неолит(5200—4100 гг. до н. э.)
Периодизацию доисторической Мальты, начиная с неолита, впервые предложил Джон Дэвис Эванс. Данную периодизацию привязал к датам методом радиоуглеродного анализа Дэвид Трамп. Позднее данная хронология была подтверждена большим количеством находок, в том числе и связанных с существовавшими на Сицилии синхронно археологическими культурами, и принята большинством археологов.
- 5200—4500 гг. до н. э.: стадия Гхар-Далам. Наиболее ранние поселенцы прибывают с Сицилии[5]. Эта местная разновидность культуры кардиальной керамики занималась сельским хозяйством: выращиванием ячменя, пшеницы и овощей, а также разведением свиней, крупного рогатого скота, овец и коз. В это время фауна Мальтийских островов включает таких животных, как карликовые олень, гиппопотам и сицилийский карликовый слон, которые сохранились ещё с тех времён, когда Мальта представляла собой перешеек между Европой и Африкой. Период соответствует сицилийской культуре керамики Стентинелло.
- 4850 г. до н. э.: возникновение посёлка в Скорбе.
- 4500—4400 гг. до н. э.: стадия «серая Скорба». Соответствует сицилийской керамике Серра д’Альто.
- 4400—4100 гг. до н. э.: стадия «красная Скорба» — фигурки и статуэтки из обожжённой глины. Соответствует сицилийской керамике Диана.

### Эпоха мегалитических храмов (4100—2500 гг. до н. э.)
В мегалитический период развитие Мальты происходит синхронно сицилийскому, стадии хорошо согласуются с соответствующими доисторическими культурами Сицилии.
Анализируя древние почвы, исследователи обнаружили, что вторая колонизация прибыла на остров Мальта из Сицилии в 3850 году до нашей эры.
- 4100 г. до н. э.: новая волна миграции на Мальту с Сицилии; появление грушевидных керамических сосудов. Стадия соответствует сицилийской культуре керамики Сан-Коно — Пьяно — Нотаро.
- 4100—3700 гг. до н. э.[6]: стадия Зеббудж. В этот период распространение получают подземные захоронения. Сооружение каменного круга в Шааре (круг Брошторффа) на острове Гозо, а также аналогичных святилищ — Зеббудж, Шамшия и др.
- 3800—3600 гг. до н. э..[6]: стадия Мджарр.
- 3600 г. до н. э.: сооружение мегалитического храмового комплекса Джгантия на острове Гозо.
- 3600—3200 гг. до н. э.[6]: стадия Джгантия. Сооружение храмов Та' Хаджрат, Кордин[англ.] III, Скорба и Тас-Силдж.
- 3600—2500 гг. до н. э.: сооружение храмовых комплексов Мнайдра и Хаджар-Ким.
- 3250—3000 гг. до н. э.: сооружение храмового комплекса Таршиен.
- 3000 г. до н. э.: наиболее раннее свидетельство кремации; некоторые из старейших мегалитических храмов превращены в некрополи.
- 3300—3000 гг. до н. э.[6]: стадия Сафлиени.
- 3100—2500 гг. до н. э.[6]: стадия Таршиен. В конце этой стадии мегалитическая культура приходит в упадок из-за истощения земель, население сокращается.

На острове Гоцо у образца Xaghra5 (2550–2350 лет до н. э.) определили митохондриальную гаплогруппу K1a и Y-хромосомную гаплогруппу H2, у женского образца Xaghra6 (2900–2750 лет до н. э.) определили митохондриальную гаплогруппу В, у образца Xaghra9 (2530–2400 лет до н. э.) определили митохондриальную гаплогруппу H4a1 и Y-хромосомную гаплогруппу G2a2a1a3, у образца Xaghra6 (2900–2750 лет до н. э.) определили митохондриальную гаплогруппу V. У трёх исследованных образцов оказалось наименьшее количество предкового компонента, полученного от западных охотников-собирателей (6,8±2,5 процента), среди других популяций позднего неолита. Кроме того, D-статистика показала, что у этих людей отсутствует примесь, связанная с североафриканскими и кавказскими охотниками-собирателями, иранскими неолитическими земледельцами или степняками (ямная культура).

### Бронзовый век/Железный век(2500—700 гг. до н. э.)
- 2500—1500 гг. до н. э.: стадия Таршиенского некрополя. Вторжение новой волны поселенцев с Сицилии (сиканов?) и полное исчезновение признаков прежней мегалитической культуры.
- 2500 г. до н. э.: сооружение подземного святилища-некрополя Хал-Сафлиени.
- 2500 г. до н. э.: сооружение храма в Бордж ин-Надур; позднее — возникновение в том же месте поселения бронзового века с каменной оградой.
- 1500—725 гг. до н. э.: стадия Бордж ин-Надур.
- около 1000 г. до н. э. — ранние свидетельства торговых контактов с окружающими средиземноморскими культурами.
- 900—700 гг. до н. э.: стадия Бахрия; новая волна захватчиков (сикулы или элимцы?), которые занимают небольшую часть острова; в остальной части сохраняется прежняя культура.
- около 725 г. до н. э. начинается финикийская колонизация Мальты.
- около 720 г. до н. э.: начало греческой колонизации Мальты.

## Исследователи
- Заммит, Темистоклес (1864—1935) — провёл раскопки важнейших археологических памятников Мальты: гипогея Хал-Сафлиени и мегалитических храмов Таршиен, Хаджар-Ким и Мнайдры.
- Орси, Паоло (1859—1935) — директор Сиракузского археологического музея. Исследовал на Сицилии культуры, аналогичные мальтийским.
- Эванс, Джон Дэвис (1925—2011), профессор археологии в Лондоне, проводивший раскопки храмов Мальты в 1940—1950-е годы. Установил археологическую периодизацию памятников Мальты.
- Трамп, Дэвид — ассистент Джона Эванса, руководил раскопками Скорбы (1958—1963), круга Хаджра (Ħaġra Circle) (1986—1994), с 1958 по 1963 год — куратор археологии в Национальном музее Мальты. Уточнил периодизацию мальтийских неолитических культур методом радиоуглеродной датировки. Преподаватель археологии Кембриджского университета (до 1997 г.).
- Бонанно, Антони — профессор Мальтийского университета, действующий вице-президент Археологического общества Мальты. Занимается раскопками на острове с 1971 года.